# العشب الهجين

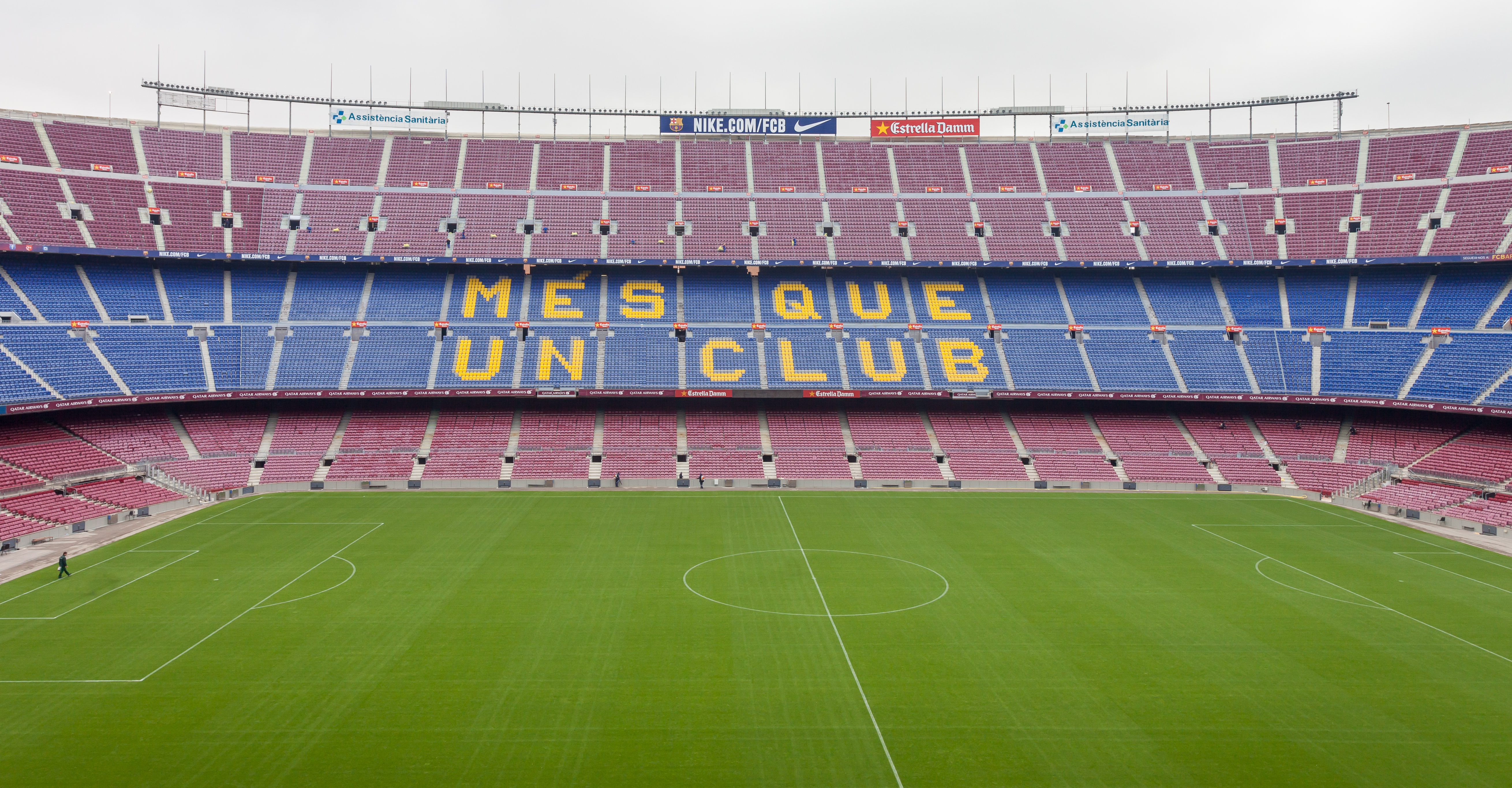
كامب نو، برشلونة، كتالونيا

العشب الهجين أو العشب الطبيعي المقوى هو منتج تم إنشاؤه من خلال الجمع بين العشب الطبيعي مع تقوية الألياف الاصطناعية . يتم استخدامه للملاعب  وملاعب التدريب المستخدمة في كرة القدم ،  الرغبي ،  كرة القدم الشبكية  والكريكت .  يمكن أيضًا استخدام العشب الطبيعي المقوى للمناسبات والحفلات الموسيقية. الألياف الاصطناعية المدمجة في منطقة الجذر تجعل العشب أقوى وأكثر مقاومة للتلف. 
ظهر الجيل الأول من العشب الهجين في التسعينيات. سُمح للجذور العشبية بالتشابك مع مزيج من التربة والألياف الصناعية أثناء نموها.  توجد ثلاث طرق رئيسية لإدخال الألياف الاصطناعية في منطقة الجذر. الأول هو حقن الألياف في الرمال باستخدام آلة الخصل .  
الطريقة الثانية هي خلط الألياف والفلين والرمل في مصنع آلي وتركيبه بعد ذلك على أرض الملعب. تم إنشاء النظام بواسطة مختبر في الفنون والحرف باريستك .   
الطريقة الثالثة هي وضع سجادة أو حصيرة بألياف منسوجة أو معنقدة على السطح، ثم دهنها بالرمل أو خليط الرمل للحفاظ على الألياف في وضع مستقيم وأخيراً بذر خليط العشب في الأعلى. جذور العشب الطبيعي من خلال السجادة تعمل على استقرار النظام. تسمى هذه الأنظمة حلول العشب الهجين القائمة على السجاد. 